# Fernando Álvarez Monje
Fernando Álvarez Monje (Camargo, Chihuahua, 4 de febrero de 1968) es un político mexicano, miembro del Partido Acción Nacional, que ha desempeñado los cargos de diputado federal y local. Actualmente es director de la Comisión Estatal de Vivienda, Suelo e Infraestructura del gobierno de Chihuahua.

## Biografía
Estudió la licenciatura en derecho en el Instituto Tecnológico y de Estudios Superiores de Monterrey, Campus Monterrey, graduándose en 1993.
Se afilió al Partido Acción Nacional en 1993, aunque había estado de cerca a Acción Nacional desde las campañas de Carlos Aguilar Camargo por la alcaldía de Camargo en 1980 y 1983. En 1992, pasó a laborar en la iniciativa privada y durante la estancia de Javier Corral Jurado como presidente del Comité Directivo Estatal del PAN en Chihuahua, Fernando se unió al equipo jurídico del PAN en Chihuahua en 1995, siendo después Secretario de Acción Electoral y posteriormente con la llegada de Guillermo Luján Peña al Comité Directivo Estatal, Fernando pasó a ser Secretario de Organización del PAN en Chihuahua.
En 2003 fue electo diputado federal por el V Distrito Electoral Federal de Chihuahua a la LIX Legislatura de ese año a 2006, legislatura en la cual fue miembro de las comisiones de Gobernación, de Población, Fronteras y Asuntos Migratorios y de Seguridad Pública, así como de la comisión especial para el seguimiento a los Feminicidios en la República Mexicana, así mismo de 2005 a 2008, fue presidente del Comité Directivo Estatal del PAN en Chihuahua.
En 2007 fue electo Diputado plurinominal al Congreso de Chihuahua para la LXII Legislatura, periodo que concluyó en 2010; en este periodo se desempeñó como coordinador del grupo parlamentario del PAN.
El 6 de octubre de 2014, tomó protesta como Secretario General del Comité Ejecutivo Nacional del PAN. En 2016 fue coordinador general de la campaña a gobernador del estado por el PAN de Javier Corral Jurado, y en ese mismo año fue electo por segunda ocasión Presidente del Comité Directivo Estatal del PAN en Chihuahua, tomando protesta el 26 de octubre.
En agosto de 2017, Álvarez fue critiado por tener un salario mayor que sus homólogos en otros estados e incluso ganar una cifra mayor que la alcaldesa de Chihuahua, Maru Campos y una cifra cercana a la del gobernador Javier Corral Jurado.
En 2018, siendo presidente estatal de su partido, se registró como aspirante a candidato a diputado local plurinominal en el primer lugar de la lista de su partido, hecho que le provocó críticas al interior del mismo. Finalmente, Álvarez Monje fue electo diputado local plurinominal para la LXVI Legislatura en donde fue también designado coordinador de la bancada de su partido.
A finales de 2018, dejó la dirección estatal del PAN luego de la culminación de su periodo como presidente.
En 2021 fue designado director de la Comisión Estatal de Vivienda, Suelo e Infraestructura del gobierno de Chihuahua por encargo de la gobernadora Maru Campos.